# Lost Your Faith
«Lost Your Faith» — песня американской певицы Эйвы Макс. Она была выпущена 7 февраля 2025 года лейблом Atlantic Records как лид-сингл её предстоящего третьего студийного альбома Don’t Click Play.

## Предыстория и релиз
Песня следует за насыщенным событиями 2024 года для Эйвы Макс, которая покорила аудиторию своей заразительной праздничной песней «1 Wish». Она продолжает доминировать на танцполах по всему миру с международными хитами, включая сотрудничество с Давидом Гетта и синти-поп-группой Alphaville, «Forever Young, которая попала в Топ-10 на Top 40 Radio в США. Также она выпустила множество успешных синглов, таких как «Spot a Fake», «My Oh My» и «Whatever» с Kygo, которая заработала более 700 миллионов глобальных прослушиваний и попала в топ-10 во многих странах с момента его выпуска. 24 января 2025 года Макс опубликовала три фотографии с подписью: «Я думала, что навсегда означает, что мы умрём вместе, я не знаю». На следующий день она изменила свой профиль на одну из фотографий. На следующий день Макс объявила в интервью, что песня выйдет в феврале.
7 февраля 2025 года вместе с песней был выпущен визуализатор.

## Отзывы критиков
Песня был названа «diving breakup zong» с «прямым ритмом рока 1980-х», похожим на её сингл «Kings & Queens», который затем превращается в «более электронный танцевальный инструментальный для своего припева», при этом Макс сетует на «медленный распад отношений, отмечая, что кажется, что преданность её любовника утихла»

## Музыкальный клип
20 февраля 2025 года Макс сняла музыкальный клип. Режиссёром выступила Клэр Арнольд, в клипе снялся Финн Уиттрое, клип вышел 19 марта 2025 года.

## Участники записи
Согласно Spotify и Apple Music.
- Аманда Эйва Кочи – вокал, автор
- Delacey – автор
- Лерой Клампитт – автор
- Люси Хили – автор
- PinkSlip – звукорежиссёр, продюсер
- Сербан Генеа – микшер, звукорежиссёр

## Чарты
| Чарт (2025)                               | Высшая позиция |
| ----------------------------------------- | -------------- |
| Belarus Airplay (TopHit)                  | 108            |
| СНГ (TopHit)                              | 66             |
| Croatia International Airplay (Top lista) | 33             |
| Estonia Airplay (TopHit)                  | 98             |
| Japan Hot Overseas (Billboard Japan)      | 17             |
| Lithuania Airplay (TopHit)                | 132            |
| Romania Airplay (TopHit)                  | 83             |
| Russia Airplay (TopHit)                   | 49             |
| Suriname (Nationale Top 40)               | 29             |

| Чарт (2025)             | Позиция |
| ----------------------- | ------- |
| CIS Airplay (TopHit)    | 75      |
| Russia Airplay (TopHit) | 65      |

## История релиза
| Регион | Дата           | Формат(ы)                    | Версия        | Лейбл    | Примечания |
| ------ | -------------- | ---------------------------- | ------------- | -------- | ---------- |
| Разные | 7 февраля 2025 | Цифровое скачивание стриминг | Оригинальная  | Atlantic | [ 10 ]     |
| Разные | 18 апреля 2025 | Цифровое скачивание стриминг | SONIKKU Remix | Atlantic | [ 20 ]     |